# Teddy Park
Park Hong-jun (en hangul, 박홍준; Seúl, Corea del Sur, 14 de septiembre de 1978), más conocido como Teddy Park o simplemente Teddy, es un rapero, cantante, compositor y productor discográfico surcoreano.
Nacido en Seúl, Corea del Sur, Park se mudó a los Estados Unidos con su familia cuando era niño. Cuando tenía 17 años, Park y su amigo Taebin, viajaron a Corea del Sur durante las vacaciones de verano para audicionar para YG Entertainment, un sello de hip-hop underground en ese momento. Ambos fueron firmados de inmediato, y después de terminar la escuela secundaria en los Estados Unidos, se mudaron a Corea para trabajar.
En 1998, Park debutó en el grupo de hip-hop 1TYM junto a sus amigos Danny, Jinhwan y Baekyoung. El grupo grabó cinco álbumes de estudio, con Park como su principal compositor y productor. Hoy, 1TYM es reconocido como uno de los grupos más influyentes en la historia de la música coreana. Después de que su carrera con el grupo terminara en 2005, Park se convirtió en productor interno de YG Entertainment. Ha trabajado en la mayoría de la discografía de 2NE1, una gran cantidad de producciones de Big Bang y éxitos como «Passion» de Seven y «D.I.S.C.O.» de Uhm Jung-hwa. Recientemente, ha sido uno de los productores principales de los discos del exitoso grupo de chicas surcoreano Blackpink.

## Trayectoria

### Primeros años
Teddy nació en Seúl, Corea del Sur, pero se mudó a la ciudad de Nueva York cuando era niño. Después de que su padre fue transferido a Diamond Bar, California, asistió a la Diamond Bar High School y se hizo amigo de su futuro compañero de banda, Danny Im (luego conocido como Taebin). Al crecer, los dos cantaron juntos en bares de karaoke y trabajaron con equipos de grabación. Fueron descubiertos cuando eran adolescentes por un productor que trabajó con Yang Hyun-suk, fundador de YG Entertainment. Después de audicionar para Yang y enviar cintas de demostración, los dos firmaron con este sello underground recién establecido, y se mudaron a Corea del Sur. Aunque Park se matriculó en una universidad cuando regresó a Corea del Sur, se retiró para concentrarse en su carrera como músico y productor.

### 1998-2005: Miembro de 1TYM
Park y Danny Im se unieron a los raperos Jinhwan y Baekyoung y debutaron como 1TYM en 1998 con el álbum "One Time for Your Mind". Este se convirtió en uno de los álbumes más vendidos del año, ganando varios premios importantes. Luego vinieron los discos "2nd Round" en 2000 y "Third Time Fo' Yo' Mind" en 2003. Park comenzó a tener más participación en la composición de las canciones y tuvo un papel más destacado en la producción. Después de los tres álbumes iniciales, 1TYM lanzó su cuarto álbum, "Once N 4 All", para el que produjo dos sencillos: «뜨거 (Hot)», una canción de hip-hop con ritmos reggae, y «Without You», una balada de R&B.
Luego, el grupo tuvo un paréntesis de dos años, durante el cual Danny Im se embarcó en una breve carrera en solitario, bajo el nombre de Taebin. El 2005, el grupo se reunió para un nuevo álbum titulado "One Way", su quinto y último álbum de estudio, antes de entrar en receso debido al alistamiento militar. Sus álbumes han vendido un total combinado de 780,000 copias.
Aunque eran predominantemente artistas de hip hop, 1TYM fue influenciado por el reggae y el R&B. 1TYM junto con el dúo Jinusean son reconocidos por ser quienes dominaron el hip hop en YG Entertainment. A los 22 años, Park también comenzó a producir para otros artistas del sello, la mayoría de los cuales eran mucho más mayores y con más experiencia que él.

### 2006-presente: Productor de YG Entertainment
Con 1TYM en pausa, Park comenzó a cumplir el rol de productor para otros artistas de YG. Su primera gran contribución fue «La La La» para el álbum del 2006 "Sevolution" de Seven. Park también colaboró con Big Bang en varias de sus canciones, donde destaca «Sunset Glow». Cuando el miembro de Big Bang, Taeyang, se embarcó en una carrera en solitario en 2008, Park produjo su EP debut, titulado "Hot". Al año siguiente, Park produjo «Lollipop», una colaboración entre Big Bang y 2NE1. La canción llegó a la cima del Gaon Chart en abril de ese año.
Park llegaría a participar en la producción de la mayoría de los trabajos de 2NE1, incluido su EP debut homónimo, "2NE1" (2009) y el álbum de estudio, "To Anyone" (2010), donde dos de los tres singles principales, «Can't Nobody» y «Go Away», fueron compuestos por Park.
El año 2009, se enfrentó a una acusación de plagio cuando «I Don't Care» de 2NE1 fue acusado de imitar «Just Go» del cantante estadounidense Lionel Richie. Luego, Park rechazó una oferta para trabajar con Lady Gaga para continuar produciendo para 2NE1.
Posteriormente, volvió a trabajar con Seven produciendo su sencillo promocional «Better Together», junto a otras canciones para el EP "Digital Bounce" (2010), además de colaborar en la canción de G-Dragon «The Leaders». También tuvo un papel en el álbum en solitario de Taeyang, "Solar", incluidos los sencillos «Where U At» y «Wedding Dress». A fines de 2010, también participó en la producción del álbum homónimo de GD & TOP, dúo formado por G-Dragon y T.O.P, y cocompuso los temas «High High» y «Oh Yeah».
En el primer semestre de 2013, Park produjo el sencillo «Rose» de Lee Hi, el sencillo debut en solitario de la exlíder de 2NE1, CL, titulado «The Baddest Female», además de «Wild & Young», sencillo debut de Kang Seung-yoon en YG Entertainment. El año 2016 comenzó a trabajar con el grupo de chicas Blackpink, produciendo sus álbumes individuales Square One y Square Two, donde las dos canciones de Square One, «Whistle» y «Boombayah», se convirtieron en grandes éxitos. Ese mismo año, fundó The Black Label, una compañía subsidiaria de YG Entertainment. La marca actualmente alberga a Zion.T, el segundo artista más vendido de Corea en 2015 después de Big Bang, además de Somi, Okasian y Vince.
El año 2017, escribió y produjo «As If It's Your Last» para Blackpink, y el 2018 escribió y produjo su EP debut, Square Up. Luego, Park produjo por primera vez para un artista que no es de YG Entertainment, al realizar «Just Dance», la canción principal del reality show Mix Nine. Promocionada por cantantes y bailarines participantes del programa, su lanzamiento incluyó tres versiones de la canción: una versión masculina dirigida por Hyojin de ONF, una versión femenina dirigida por Lee Sujin de Fave Entertainment, y una versión mixta realizada por ambos. Además, produjo dos canciones para la cantante Sunmi: «Gashina» y «Heroine», recibiendo críticas por esta última por -supuestamente- plagiar el tema «Fight for This Love», un éxito de la cantante británica Cheryl.

## Estilo musical e influencias
El estilo de producción de Park a menudo incorpora R&B contemporáneo, especialmente cuando trabaja con Taeyang y Seven. También presenta el reggae en sus canciones, reconociendo la influencia de este género en el EP debut de 2NE1. Su trabajo con el primer álbum de larga duración de 2NE1 y el EP de 2011 contenía canciones pertenecientes al pop y al dance, además de presentar algunos elementos del house. Park también experimentó con la música electrónica cuando trabaja con Big Bang.
A finales de 2009, el medio 10Asia incluyó a Park en el Top 10 de personas destacadas del 2009, por su participación en algunos de los mayores éxitos de k-pop de dicho año. En 2018, Seoul Sports publicó una lista de "Las personas con mayor poder de influencia del K-pop", escogida por ejecutivos de la industria de la música, donde Park ocupó el quinto lugar en la categoría de mejor productor. Ese mismo año, él y G-Dragon empataron en el primer lugar de los artistas con más ganancias por concepto de escritura de letras y composición de canciones dentro del campo de la música popular de la Asociación de Derechos de Autor de la Música Coreana. Según los informes, Park ha ganado cerca de US$850,000 gracias a los derechos de autor de sus canciones.

## Vida personal
En 2014, Park compró un edificio en Hongdae, Seúl, por un valor de 9 millones de dólares. También abrió su propio café llamado Twosome Studio.

## Discografía

### Con 1TYM
| Título                 | Detalles | Posicionamiento en listas | Ventas          |
| Título                 | Detalles | COR                       | Ventas          |
| ---------------------- | --- | ------------------------- | --------------- |
| One Time For Your Mind | - Lanzamiento: 15 de noviembre de 1998 - Discográfica: YG Entertainment - Formatos: CD, casete Ver listaTrack listing 1. 1TYM 2. 널 일으켜 (Get Up) 3. 탈출 (Escape) 4. Good Love 5. Falling In Love 6. 뭘 위한 세상인가 (What Is This World For) 7. My Life 8. Heaven 9. 나를 기다려 (Wait for Me) | 6                         | - COR: 232,418+ |
| 2nd Round              | - Lanzamiento: 21 de abril de 2000 - Discográfica: YG Entertainment - Formatos: CD, casete Ver listaTrack listing 1. 악 (Ack) 2. 흑과백 (Black and White) 3. Ready Or Not Yo! 4. 쾌지나 칭칭 (It Passes) 5. 구제불능 (Impossible Relief) 6. One Love 7. 21세가기란게 뭐야 (What Does 21st Century Mean) 8. 1TYMillenium 9. 향해가 (Headed That Way) 10. 너와나 우리 영원히 또 하나 (You and Me, Us Forever As One!) | 6                         | - COR: 275,618+ |
| Third Time Fo Yo' Mind | - Lanzamiento: 13 de diciembre de 2001 - Discográfica: YG Entertainment - Formatos: CD, casete Ver listaTrack listing 1. Nasty 2. Hello 3. 우와 (Wow) 4. Make it Last 5. 어젯밤 이야기 (Last Night Story) 6. Hip Hop Kids 7. 어머니 (Mother) 8. 버스 (Bus) 9. Sucka Busta | 12                        | - COR: 128,924+ |
| Once N 4 All           | - Lanzamiento: 26 de noviembre de 2003 - Discográfica: YG Entertainment - Formatos: CD, casete Ver listaTrack listing 1. Freeflo 2. Uh-oh 3. 떠나자 (Set It Off) 4. Hot 뜨거 5. Without You 6. Cry 7. Danny’s Interlude 8. Everyday and Night 9. Kiss Me 10. It’s Over 11. Teddy’s Interlude 12. Ok (feat. Perry & Lexy) 13. Put'Em Up | 4                         | - COR: 110,348+ |
| One Way                | - Lanzamiento: 1 de noviembre de 2005 - Discográfica: YG Entertainment - Formatos: CD, casete Ver listaTrack listing 1. One Way (Intro) 2. 니가 날 알어 (Do You Know Me?) 3. 어쩔겁니까 (What You Gunna Do?) 4. 몇 번이나 (How Many Times?) 5. The Instruction (Interlude) 6. 위험해 (Danger) 7. Summer Night (feat. Big Mama) 8. Can’t Let U Go 9. Take It Slow 10. Supa Funk 11. Get Them Hands Up 12. How It Go 13. Hippy To Da Happa (Outro) 14. 어쩔겁니까 (What You Gunna Do?) (YG Remix) 15. 니가 날 알어 (Do You Know Me?) (Instrumental) | 4                         | - COR: 34,119+  |